# Tournoi de tennis de Pennsylvanie
Le tournoi de Pennsylvanie (États-Unis) est un tournoi de tennis féminin du circuit professionnel WTA.
La dernière édition de l'épreuve date de 1986.

## Palmarès

### Simple
| No       | Date       | Nom et lieu du tournoi                            | Catégorie   | Dotation | Surface         | Vainqueure             | Finaliste          | Score         |         |
| -------- | ---------- | ------------------------------------------------- | ----------- | -------- | --------------- | ---------------------- | ------------------ | ------------- | ------- |
| 1        | 14-07-1952 | Eastern Pennsylvania State Champ's, Haverford     |             | NC       | Gazon (ext.)    | Maureen Connolly       | Bunny Vosters      | 6-2, 6-0      |         |
| 2        | 24-07-1961 | Pennsylvania Grass Court Championships, Haverford |             | NC       | Gazon (ext.)    | Billie Jean Moffitt    | Justina Bricka     | 6-3, 6-4      | Tableau |
| 3        | 23-07-1962 | Pennsylvania Grass Court Championships, Haverford |             | NC       | Gazon (ext.)    | Margaret Smith         | Karen Susman       | 6-4, 10-8     | Tableau |
| 4        | 22-07-1963 | Pennsylvania Grass Court Championships, Haverford |             | NC       | Gazon (ext.)    | Darlene Hard           | Margaret Smith     | 6-2, 7-9, 6-3 | Tableau |
| 5        | 20-07-1964 | Pennsylvania Grass Court Championships, Haverford |             | NC       | Gazon (ext.)    | Justina Bricka         | Carole Caldwell    | 6-4, 18-16    |         |
| 6        | 19-07-1965 | Pennsylvania Grass Court Championships, Haverford |             | NC       | Gazon (ext.)    | Billie Jean Moffitt    | Carole Graebner    | 6-1, 6-2      | Tableau |
| Ère Open |            |                                                   |             |          |                 |                        |                    |               |         |
| 7        | 11-08-1969 | Pennsylvania Grass Court Championships, Haverford |             | 15000 $  | Gazon (ext.)    | Margaret Smith Court   | Virginia Wade      | 6-4, 6-4      | Tableau |
| 8        | 18-08-1970 | Pennsylvania Grass Court Championships, Haverford |             | NC       | Gazon (ext.)    | Margaret Smith Court   | Pat Walkden        | 6-1, 6-0      | Tableau |
| 9        | 16-08-1971 | Pennsylvania Grass Court Championships, Haverford | Grand Prix  | 15000 $  | Gazon (ext.)    | Eliza Pande            | Lesley Bowrey      | 0-6, 6-2, 6-3 | Tableau |
| 10       | 21-08-1972 | Pennsylvania Grass Court Championships, Haverford |             | 15 000 $ | Gazon (ext.)    | Virginia Wade          | Laurie Fleming     | 6-4, 6-1      | Tableau |
| 11       | 02-02-1981 | Avon Futures of Central Pennsylvania, Hershey     | Futures     | 30 000 $ | Dur (int.)      | Marianne van der Torre | Heidi Eisterlehner | 6-0, 7-6      | Tableau |
| 12       | 01-03-1982 | Avon Futures of Central Pennsylvania, Hershey     | Futures     | 40 000 $ | Dur (int.)      | Andrea Temesvári       | Catherine Tanvier  | 6-4, 6-2      | Tableau |
| 13       | 14-02-1983 | Ginny of Hershey, Hershey                         |             | 50 000 $ | Moquette (int.) | Carling Bassett        | Sandy Collins      | 2-6, 6-0, 6-4 | Tableau |
| 14       | 09-01-1984 | Ginny of Pennsylvania, Hershey                    | VS Tour C1+ | 50 000 $ | Moquette (int.) | Catarina Lindqvist     | Beth Herr          | 6-4, 6-0      | Tableau |
| 15       | 25-02-1985 | Virginia Slims of Pennsylvania, Hershey           |             | 75 000 $ | Moquette (int.) | Robin White            | Anne Minter        | 6-7, 6-2, 6-2 | Tableau |
| 16       | 03-03-1986 | Virginia Slims of Pennsylvania, Hershey           |             | 75 000 $ | Moquette (int.) | Janine Tremelling      | Catherine Suire    | 6-1, 6-4      | Tableau |

### Double
| No       | Date       | Nom et lieu du tournoi                           | Catégorie   | Dotation | Surface         | Vainqueures                         | Finalistes                          | Score           |         |
| -------- | ---------- | ------------------------------------------------ | ----------- | -------- | --------------- | ----------------------------------- | ----------------------------------- | --------------- | ------- |
| 1        | 24-07-1961 | Pennsylvania Grass Court Championships Haverford |             | NC       | Gazon (ext.)    | Margaret duPont Margaret Varner     | Carole Caldwell Billie Jean Moffitt | 6-2, 6-2        | Tableau |
| 2        | 23-07-1962 | Pennsylvania Grass Court Championships Haverford |             | NC       | Gazon (ext.)    | Justina Bricka Margaret Smith       | Billie Jean Moffitt Karen Susman    | 7-5, 3-6, 8-6   | Tableau |
| 3        | 22-07-1963 | Pennsylvania Grass Court Championships Haverford |             | NC       | Gazon (ext.)    | Maria Bueno Darlene Hard            | Robyn Ebbern Margaret Smith         | 6-8, 16-14, 6-4 | Tableau |
| 3        | 20-07-1964 | Pennsylvania Grass Court Championships Haverford |             | NC       | Gazon (ext.)    | Virginia Brown Carole Graebner      | Judy Alvarez Tory Fretz             | 6-3, 2-6, 6-4   |         |
| 5        | 19-07-1965 | Pennsylvania Grass Court Championships Haverford |             | NC       | Gazon (ext.)    | Billie Jean Moffitt Karen Susman    | Margaret duPont Margaret Varner     | 6-4, 6-1        | Tableau |
| Ère Open |            |                                                  |             |          |                 |                                     |                                     |                 |         |
| 6        | 11-08-1969 | Pennsylvania Grass Court Championships Haverford |             | 15000 $  | Gazon (ext.)    | Margaret Smith Court Virginia Wade  | Gail Chanfreau Lesley Hunt          | 6-3, 6-0        | Tableau |
| 7        | 03-08-1970 | Pennsylvania Grass Court Championships Haverford |             | NC       | Gazon (ext.)    | Gail Chanfreau Françoise Dürr       | Mary-Ann Curtis Valerie Ziegenfuss  | 6-3, 6-2        | Tableau |
| 8        | 16-08-1971 | Pennsylvania Grass Court Championships Haverford | Grand Prix  | 15000 $  | Gazon (ext.)    | Lesley Bowrey Helen Gourlay         | Laura duPont Marjory Gengler        | 5-7, 6-1, 6-1   | Tableau |
| 9        | 21-08-1972 | Pennsylvania Grass Court Championships Haverford |             | 15 000 $ | Gazon (ext.)    | Virginia Wade Sharon Walsh          | Brenda Kirk Pat Pretorius           | 7-6, 6-2        | Tableau |
| 10       | 02-02-1981 | Avon Futures of Central Pennsylvania Hershey     | Futures     | 30 000 $ | Dur (int.)      | Laura duPont Barbara Jordan         | Andrea Buchanan Kim Sands           | 7-5, 6-3        | Tableau |
| 11       | 01-03-1982 | Avon Futures of Central Pennsylvania Hershey     | Futures     | 40 000 $ | Dur (int.)      | Anne Hobbs Susan Leo                | Barbara Hallquist Nancy Yeargin     | 6-2, 6-0        | Tableau |
| 12       | 14-02-1983 | Ginny of Hershey Hershey                         |             | 50 000 $ | Moquette (int.) | Lea Antonoplis Barbara Jordan       | Sherry Acker Ann Henricksson        | 6-3, 6-4        | Tableau |
| 13       | 09-01-1984 | Ginny of Pennsylvania Hershey                    | VS Tour C1+ | 50 000 $ | Moquette (int.) | Kateřina Skronská Marcela Skuherská | Ann Henricksson Nancy Yeargin       | 6-1, 6-3        | Tableau |
| 14       | 25-02-1985 | Virginia Slims of Pennsylvania Hershey           |             | 75 000 $ | Moquette (int.) | Mary Lou Piatek Robin White         | Lea Antonoplis Wendy White          | 6-4, 7-6        | Tableau |
| 15       | 03-03-1986 | Virginia Slims of Pennsylvania Hershey           |             | 75 000 $ | Moquette (int.) | Candy Reynolds Anne Smith           | Sandy Collins Kim Sands             | 7-6, 6-1        | Tableau |

### Double mixte
| No | Date       | Nom et lieu du tournoi                           | Catégorie | Dotation | Surface      | Vainqueures                | Finalistes | Score |         |
| -- | ---------- | ------------------------------------------------ | --------- | -------- | ------------ | -------------------------- | ---------- | ----- | ------- |
| 1  | 24-07-1962 | Pennsylvania Grass Court Championships Haverford |           | NC       | Gazon (ext.) | Margaret Smith Fred Stolle | NC         | NC    | Tableau |